# Streličarski klub Niš
Streličarski klub „Niš“ je streličarski klub iz Niša osnovan je 29. oktobra 1986. godine.

## Istorijat
Streličarski klub „Niš“ je bio jedan od prvih, ali i veoma značajnih koraka u razvoju steličarskog sporta u Nišu a i mnogo šire, jer je u to vreme bio jedini klub koji je negovao ovaj drevni i olimpijski sport južno od Beograda. Sve je počelo tri godine ranije kada su Mihajlo i Miljko Čolović sa grupom dece zainteresovane za streličarstvo oformili Streličarsku sekciju pri DFK MZ „12. Februar“ i dobili salu za trening u OŠ „Vuk Karadžić“. Nekoliko meseci kasnije, u kontaktu sa članovima tadašnjeg SK „Crvena zvezda“ stiču i prva stručna znanja o ovom sportu, a nešto kasnije u bliskoj saradnji sa SK „Pančevo“ još dublje su pronikli u tajne ove plemenite veštine.

## Prvi turniri
Počinje se i sa organizovanjem turnira, najpre na lokalnom nivou a već februara 1986. godine održan je prvi FITA „indor“ turnir na kome je učestvovalo 25 takmičara među kojima su bili i streličari iz Osijeka, Novog Sada i Pančeva. On je održan u sali OŠ „Vuk Karadžić“ u čast Dana MZ „12. Februar“ a povodom sećanja na bekstvo logoraša iz Logora na Crvenom Krstu. Ovaj turnir kasnije je postao tradicionalan. Istovremeno počinju da se organizuju i turniri na otvorenom.
Niški streličari Mihajlo i Miljko Čolović i Drago Poledica marta meseca 1985. godine nastupili su na dvoranskom Prvenstvu Jugoslavije u Kamniku. Već naredne, 1986. godine, Nataša Mijailović u, konkurenciji pionirki, i Mihajlo Čolović, u konkurenciji veterana, doneli su sa Prvenstva Jugoslavije u Kamniku zlatnu i bronzanu medalju.
Prva iz Kluba u dresu reprezentacije Jugoslavije nastupila je Svetlana Jovanović (sada Nikolić) 1988. godine na Prvenstvu Balkana u Rijeci. Tri godine kasnije, na Prvenstvu Balkana u Varni Zorica Vuković prva iz Kluba postavlja novi FITA Star rekord Srbije i istovremeno osvaja značku za 1100 krugova (koju inače dodeljuje FITA), a već nekoliko dana kasnije popravlja svoj rekord i zahvaljujući ovim rezultatima ulazi u izbor za najbolju sportistkinju Niša za 1991. godinu.

## Uspon kluba
Uspon Kluba se nastavlja i naredne, 1992. godine. SK „Niš - Frimoni“ dobija Priznanje kao jedan od deset najuspešnijih klubova u Nišu. Na prvenstvima države tokom ovih godina članovi kluba su u pojedinačnoj i ekipnoj konkurenciji osvojili preko sto zlatnih, srebrnih i bronzanih medalja a na turnirima iz kalendara Saveza više stotina nagrada.
Konstantni kvalitetni rad u Klubu i veliki entuzijazam koji je oduvek krasio članove donosili su vredne rezultate, a oni su najuspešnijima obezbeđivali mesto u reprezentaciji države. Bratislav Perić, Dragoslav Marković, Svetlana Nikolić, Zora Vuković, Jovana Kostić, Milenko Jovanović, Ivan Tasić, Ivan Đuričić, Slobodan Matić, Nikola Prodanović i Luka Grozdanović nastupili su jednom ili više puta u sastavu reprezentacije i branili njene boje na Prvenstvu Balkana, Evropskom Gran priu, Svetskom kupu, Svetskom Indoor prvenstvu, Evropskom prvenstvu, Univerzijadi i Svetskom univerzitetskom prvenstvu.

## Stručni rad
U Klubu se oduvek posebna pažnja posvećivala stručnom radu. Trener Miljko Čolović, počev od 1987. do 1989. godine, pohađao je i sa uspehom završio Međunarodni kurs olimpijske solidarnosti za jugoitočnu i istočnu Evropu koji su organizovali MOK i FITA. Kurs se održavao u Mošćeničkoj Dragi, Rijeci i Trakošćanu, a predavači su bili vrhunski svetski treneri i streličari, tako da je tu stekao ne samo zvanje streličarskog trenera sa međunarodnom licencom, već i vredna znanja koja je primenjivao u svom trenerskom radu u Klubu. Udružena sa iskustvom i vrednim radom, ova znanja donosila su sve bolje rezultate i konstantni napredak u postignućima.
Tako su stvoreni idealni uslovi za pružanje vrhunske stručne pomoći svima onima koji su dolazili u Klub sa željom da nauče ovu drevnu, a ipak savremenu veštinu. U Klubu je postala jedna od redovnih aktivnosti organizovanje streličarskih škola, tako da su mnogi, kasnije veoma uspešni takmičari, u njima sticali svoja prva i osnovna znanja. Vremenom se dosta učinilo i na nabavci adekvatne opreme za školu, pa su bitno poboljšani uslovi za njenu uspešnu aktivnost. 
Miljko je nastavio da se usavršava i u tom cilju u Ankari, u Turskoj, završio Kurs najvišeg nivoa za trenere u organizaciji Evropske streličarske federacij]e. Sva svoja znanja i iskustvo Miljko je delio sa zainteresovanim streličarima iz svih klubova u našioj zemlji. Bio je jedan od predavača na kursu za streličarske trenere 2004. godine u organizaciji SSS (Streličarskog Saveza Srbije) koji je održan u Šapcu. Kurs su pohađali aktuelni i budući treneri svih klubova u zemlji, što je značajan doprinos unapređenju streličarstva u državi. Duži niz godina Miljko je bio predsednik Tehničke komisije SSS. Poslednjih godina Predsedništvo SSS izabralo ga je za saveznog selektora u kategoriji olimpijskog luka, te sastavlja reprezentaciju države i vodi njene pripreme.

## Suđenje
Suđenju u streličarstvu takođe je posvećena pažnja. Mihajlo Čolović položio je marta 1987. godine u Kamniku ispit za saveznog streličarskog sudiju, a posle raspada Jugoslavije i jedini ovakav sudija u Srbiji. Za sve to vreme bio je predsednik Sudijske komisije u SSS. Predsedništvo SSS organizovalo je maja 2004. godine, paralelno sa trenerskim, i kurs za streličarske sudije, te su ga članovi kluba Dragoslav Marković i Rajko Branović uspešno završili i stekli pravo da sude na svim turnirima u našoj zemlji.

## Organizacija mnogobrojnih turnira
U proteklih dvadeset godina Streličarski klub "Niš" organizovao je preko pedeset turnira iz kalendara Streličarskog saveza najpre Jugoslavije, onda Srbije i Crne Gore i najzad Srbije, zatim izborne turnire za sastav državne reprezentacije, kao i prijateljske turnire. Počelo se sa turnirima u sali a odmah potom i turnirima na otvorenom. Februarski turnir povodom proboja Logora na Crvenom Krstu postao je tradicionalni, a od 2001. godine nastavio se kao  „Memorijal Mihajla Čolovića – Čoleta“, u znak poštovanja i sećanja na jednog od najzaslužnijih za utemeljenje i razvoj streličarstva u Nišu. Redovno su organizovani FITA Star i FITA turniri, turnir 900 krugova, Olimpijska runda, a mnogi od njih imali su karakter republičkog ili državnog prvenstva.
Kroz sve ove godine klub je stekao i mnogo puta potvrdio reputaciju izvanrednog organizatora turnira. Zahvaljujući dobrim uslovima na turnirima i niški članovi a i takmičari iz ostalih ekipa često su postizali lične, klubske, pa i državne rekorde. U organizaciji turnira, kada je reč o obezbeđivanju sale za "indor" turnire, klub je uvek nailazio na podršku grada, te su koristili halu „Čair“, ili neku drugu odgovarajuću dvoranu.

## Saradnja i pomoć drugim klubovima
Znajući iz sopstvenog iskustva da nije lako osnovati klub, uspešno organizovati njegov rad i obezbeđivati njegov opstanak, niški je klub uvek bio spreman na saradnju i pružao pomoć svima onima koji su se upuštali u ovaj pionirski posao. Tako je pružena pomoć klubovima u Skoplju, Prokuplju i Obrenovcu, koji i danas uspešno rade, kao i mnogim drugim koji su se interesovali kako da se organizuju i krenu u ovu sportsku avanturu.
Za sve to vreme stekli su mnogo saradnika u Srbiji i van nje. Razvili su saradnju sa mnogim klubovima i pojedincima, a takođe su ugošćavali makedonske, poljske i bugarske streličare koji su učestvovali na turnirima u organizaciji streličarskog kluba "Niš".

## Teškoće u radu
U svom dugogodišnjem razvoju klub se mnogo puta susretao sa ponekad naizgled nepremostivim teškoćama finansijske prirode. Pa ipak, zahvaljujući najviše velikom entuzijazmu članova i ličnim ulaganjima, pa i pomoći sa strane, finansijske poteškoće su prebrođene. Pomoć je često stizala zahvaljujući ličnim poznanstvima od ljudi dobre volje iz raznih niških firmi kojima su se obraćali. Veliku pomoć i oslonac često su nalazili u gradskim sportskim strukturama, čiji su aktivni član, a koje su imale sluha da prepoznaju ozbiljnost i kvalitet u njihovom radu i pravilno ocene značajne rezultate koje su postizali.
Naravno, značajnu pomoć imali su i imaju od generalnih sponzora. Najpre je to od sredine 1992. pa do 1995. godine bio Života Mladenović, vlasnik Preduzeća „Moni centar“, pa je u to vreme Klub nosio ime SK „Niš – Frimoni“. Od polovine 1996. godine Nebojša Tanasković, vlasnik Građevinskog reduzeća „Gramont inženjering“ postaje generalni sponzor i predsednik Kluba, koji od tada nastupa pod imenom SK „Niš – Gramont inženjering“ i nastavlja da se uspešno razvija dostižući sve veće domete.
Jedan od osnovnih preduslova za uspešan rad i napredovanje je obezbeđivanje prostora za trening. Zimski trening odvijao se u raznim salama i manje ili više odgovarajućim prostorima, ali su uspevali da obezbede kontinuitet u radu. Ipak, ovaj problem ostaje aktuelan jer nije trajno rešen.
U letnjem periodu trening se odvijao, izuzev jedne sezone, zahvaljujući razumevanjnu Konjičkog kluba „Čegar“, na jednom delu hipodroma, na Gradskom polju iza tvrđave. 
Streličarski klub „Niš“ je od osnivanja bio uključen u sve tokove streličarskih zbivanja u zemlji, tako da je bio jedan od inicijatora osnivanja Streličarskog saveza Srbije u Pančevu 24. aprila 1988. godine, a Mihajlo Čolović izabran je za prvog predsednika ovog Saveza. Članovi Kluba uvek su bili aktivni članovi u komisijama Saveza i trudili se da svojim angažovanjem unaprede streličarstvo u Srbiji.

## Manifestacije
Klub je vrlo aktivno učestvovao i u životu grada, ne samo sportskom. Učestvovao je u akcijama koje su se odvijale uz kulturne manifestacije (kroz revijalne turnire na nišavskom keju u vreme Filmskih susreta), u gradskim akcijama Svi u prirodu, a posebno u proslavi gradske slave. Svake godine, početkom juna meseca, otkako je grad ustanovio svoju slavu Sveti car Konstantin i carica Jelena, naš Klub učestvuje u sportskom delu proslave na Gradskom polju ili keju. U pojedinim prilikama, u zavisnosti od načina na koji su aktivnosti osmišljene, građani su uz pomoć članova Kluba mogli da probaju da gađaju iz luka.
Na svim ovim manifestacijama i pojavljivanjima u javnosti, kao i na zvaničnim turnirima na koje su preko medija pozivali građane da posmatraju i navijaju, trudili su se da na najbolji način predstavljaju i propagiraju streličarstvo kao lep i zdrav beli sport dostupan svima bez obzira na godine starosti, pol, zanimanje ili bilo šta drugo.
Razvili su i saradnju sa Filozofskim fakultetom u Nišu, pa je trener Čolović studentima Fizičke kulture u više navrata držao kurs streličarstva u letnjem sportskom kampu u Brzoj Palanci na Dunavu.
Aktivnosti Kluba pratili su niški mediji – Narodne novine, Radio Niš i niške televizije, te su sugrađani bili obavešteni o turnirima na kojima smo učestvovali, postignutim rezultatima i na vreme pozivani da prate turnire koji su se održavali u Nišu. Mediji su na taj način dali svoj doprinos razvoju streličarstva u gradu.
Ono što je svih ovih godina bila pokretačka snaga koja je vodila Klub uzlaznom putanjom, a to je pre svega velika ljubav prema streličarstvu, tradicionalnom, egzotičnom i divnom sportu koji onoga koji njime počne da se bavi osvaja za ceo život, zatim snažno osećanje zajedništva među članovima Kluba i stalno prisutna želja svakog pojedinca da nadmaši sebe i svoje najbolje rezultate, vodiće ovaj Klub i dalje ka sve većim i značajnijim dometima.

## Spoljašnje veze
- Zvanična veb stranica kluba Архивирано на веб-сајту  (27. септембар 2013)
- Streličarski savez Srbije